# Piazzale Donatello
Le Piazzale Donatello est une place de Florence en Italie. Place située sur le boulevard extérieur (Viali di Circonvallazione) elle est née du réaménagement urbanistique (Risanamento) étendant la ville au-delà de la limite de ses anciennes fortifications au XIXe siècle.
Au milieu de la place se trouve le Cimetière des Anglais (1827), qui ne reçoit plus depuis 1877 de nouvelles tombes (à part des urnes funéraires) par souci hygiéniste.
Elle se situe dans l'axe du Borgo Pinti venant du centre historique jusqu'à l'ancienne porte disparue la Porta a Pinti.
Les habitations du tour de la place hébergèrent les ateliers d'artistes du Gruppo Donatello.
La Villa Donatello, siège d'une clinique privée, donne accès au Giardino della Gherardesca, propriété privée d'une résidence.